# 雷酸银
雷酸银（AgCNO）是雷酸的银盐，极具爆炸性。
雷酸银是一种起爆药，由于它对热、压力和电极度敏感，因此它几乎没有实用价值。随着雷酸银的聚集，它变得越来越敏感，即使量很少；一堆水下的雷酸银，不大于一角硬币、没有几毫克重，下落羽毛的轻触、一滴水的撞击、或一次小的静电放电都能够将其引爆。不可能聚集起较大量雷酸银，因为其自身重量将会使其爆炸。
雷酸银首先由爱德华·查尔斯·霍华德于1800年在他的研究项目中制备，当时他在制备种类繁多的雷酸盐。自从发现以来，它一直被用于制作无害的、能发出响声的儿童玩具。

## 结构
雷酸银有两种晶态：正交晶态和三方晶态。三角形的多晶型物包括环六聚物[(AgCNO)6]。

## 制备
该化合物可以通过浓硝酸与金属银和乙醇的反应制备。反应条件须小心控制，以避免爆炸。一次应只制备非常少的雷酸银，因为即使是晶体的重量也会导致其自我引爆。
当硝酸银的酸性溶液与乙醇接触时，雷酸银也会被无意制备出来。在为镜子进行銀鏡反應时，这可能会导致危险。

## 雷酸银和雷银
雷酸银经常与硝酸银、叠氮化银或者雷银相混淆。虽然总是指含银的爆炸物，“雷银”还是很含糊。它可能指雷酸银。它也可以指吐伦试剂的分解产物，或是炼金物质，它们都不包含雷酸根离子。

## 扩展阅读
- Singh, K. . Acta Crystallographica. 1959, 12 (12): 1053. doi:10.1107/S0365110X5900295X.